# Passanaouri
Passanaouri (en géorgien : ფასანაური) est une commune de la région de Mtskheta-Mtianeti, en Géorgie à proximité de Doucheti.

## Géographie
Passanaouri est situé dans le Grand Caucase à 1 050 m d'altitude. La commune se trouve sur la route militaire géorgienne et sur les rives de l'Aragvi.

## Spécialités
Passanaouri est réputé pour ses khinkali.